# Fort de Stains
Le fort de Stains est une fortification construite de 1874 à 1878 qui a été créée pour la protection de Paris, s'insérant dans les 25 forts de Paris deuxième ceinture à la suite de l'augmentation importante de la portée et de la puissance des canons. Il est sur le point le plus haut des communes alentour, 80 mètres, ce qui fait qu'aujourd'hui il y a deux grands châteaux d'eau à proximité.
Dans les années 1970 un projet a été ouvert pour transformer le fort en parc de loisirs, sur une proposition amendée d'un projet datant du milieu des années 1950. Les fossés ont été alors remblayés, créant un véritable espace qui, aujourd'hui permet la  promenade avec un plateau en béton pour les jeux et diverses autres activités de loisirs,.
Il a été désarmé et n'est plus utilisable. 
Les communes de Stains et Garges organisent des événements sociaux culturel comme Garges Plage. Il est le principal espace vert de la ville de Stains.
Actuellement 24 forts ou redoutes sont toujours visibles.